# 雁えりか
雁 えりか（かり えりか、12月10日 - ）は、日本の漫画家、イラストレーター。女性。静岡県出身。血液型はA型。代表作は『バンパイアドール・ギルナザン』。

## 来歴
中学、高校時代からアニメ雑誌に漫画を掲載していた。『ペルソナシリーズ』を含む『女神転生シリーズ』、『アンジェリークシリーズ』を始め、様々なゲーム4コマ・アンソロジーの執筆を経て、スタジオDNA（現・一迅社）刊のBLゲーム情報誌『微熱王子』では、『王子さまLv.1』の4コマを12号に渡り連載。その後、2002年『コミックZERO-SUM』（一迅社）に掲載された 『バンパイアドール・ギルナザン』にてオリジナルデビュー。同作品は2008年に『コミックZERO-SUM増刊WARD』に移籍し、同年に完結した。『でんぱら!』を『まんがぱれっとLite』（一迅社）にて2008年から2009年まで連載。2011年には『まんがタイムLovely』（芳文社）にて、同誌休刊まで『子執事は社長の夢を見るか?』を連載。ほか、ゼロサムオリジナルアンソロジーシリーズArcana（一迅社）やDNAメディアコミックス（一迅社）ほかにて、オリジナルやゲーム、アニメ、漫画のアンソロジーコミックを多数執筆。
集英社『Cobalt』、コバルト文庫にてイラストレーターとしても活動している。
2012年より「ハーレクイン」その他ロマンス作品のコミカライズやオリジナルのラブコメディ作品を手掛け、近年は学研プラスにて小学生向け学習漫画なども手掛けている。
『コミックZERO-SUM』で連載されている『ストレンジ・プラス』の作者・美川べるのらと交友があり、同人活動も行っていた。

## 人物
ゲームが趣味で、「仕事のオトモに実況動画は欠かせない」という。

## 作品リスト

### 漫画作品
- SON OF A DOLL（光文社、全1巻） - 同社より刊行された『女神異聞録ペルソナ』及び『ペルソナ2罪・罰』のアンソロジーに掲載された作品をまとめたもの。
- バンパイアドール・ギルナザン（『コミックZERO-SUM』→『コミックZERO-SUM増刊WARD』、一迅社、2002年 - 2008年、全6巻）
- でんぱら!（『まんがぱれっとLite』、一迅社、2008年 - 2009年、全1巻）
- 子執事は社長の夢を見るか?（『まんがタイムLovely』2011年[3] - 2011年7月号（休刊号[2]）、芳文社、未単行本化）
- 許しの天使（原作：ロザリー・アッシュ、『ハーレクイン』（雑誌、単行本）、ハーパーコリンズ・ジャパン、2012年）
- 突然シンデレラ（原作：ローリー・ハーター、『ハーレクインオリジナル』（雑誌、単行本）、ハーパーコリンズ・ジャパン、2013年）
- クリスマスは愛のとき（原作：キャロル・モーティマー[4]、『ハーレクイン増刊』（雑誌）、ハーパーコリンズ・ジャパン、2015年）
- 悲しみの館（原作：ヘレン・ブルックス、『別冊ハーレクイン』（雑誌）、ハーパーコリンズ・ジャパン、2017年）
- 愛を忘れたプリンス（原作：レイ・モーガン、『ハーレクインオリジナル』（雑誌）、ハーパーコリンズ・ジャパン、2018年）
- シークに愛された一夜（原作：テッサ・ラドリー、『ハーレクインコミックス』（単行本）、ハーパーコリンズ・ジャパン、2018年）
- シンデレラはプリンセスの夢を見るか?（『プリンセスGOLD』[5]、秋田書店、2019年）
- 禁断の二人（原作：サラ・モーガン、『ハーレクイン増刊』（雑誌）、ハーパーコリンズ・ジャパン、2019年）
- 海運王と憂いの花（原作：ダニー・ウェイド、『別冊ハーレクイン』（雑誌）、ハーパーコリンズ・ジャパン、2020年）
- かつて誓った愛を（原作：マーガレット・ウェイ、ハーレクインコミックス（単行本）、ハーパーコリンズ・ジャパン、2020年）
- 死神くんと病弱ちゃんの終活同棲31日生活（原作：八朔きうい、電子書籍（Renta!先行配信）、2021年 - 連載中）

### 小説挿絵
- 洞天茶房菜単 〜中華奇譚品書き〜 美男の供す佳き仙茶（真堂樹、コバルト文庫、集英社、2010年）
- 洞天茶房菜単 〜中華奇譚品書き〜 絵に描いた妖しき桃（真堂樹、コバルト文庫、集英社、2011年）
- おいしい乙女の作り方（椎名鳴葉、コバルト文庫、集英社、2013年）

### 学習誌
- 検証！歴史ミステリー2 坂本龍馬暗殺の犯人はだれ？〜真実はどれだ？歴史バトル〜（学研プラス、2014年）
- いのちと未来を守る防災③『噴火』（学研プラス、2016年）

### アンソロジー
- 『最遊記ANTHOLOGY』（2010年7月24日発売[6]、一迅社） - 漫画[6]
- 『TIGER & BUNNY コミックアンソロジー』（2011年8月25日発売[7]、一迅社） - 漫画[7]
- 『TIGER & BUNNY 4コマKINGS』（2011年10月25日発売[8]、一迅社） - 4コマ漫画[8]
- 『TIGER & BUNNY コミックアンソロジー VOL.2』（2011年10月25日発売[9]、一迅社） - 漫画[9]
- 『TIGER & BUNNY 4コマKINGS』Vol.2（2011年12月24日発売[10]、一迅社） - 4コマ漫画[10]
- 『TIGER & BUNNY 4コマKINGS』Vol.3（2012年6月25日発売[11]、一迅社） - 4コマ漫画[11]
- 『TIGER & BUNNY コミックアンソロジー VOL.3』（2012年8月25日発売[12]、一迅社） - 漫画[12]

### その他
- おがきちか『Landreaall』連載100回達成記念企画（『月刊コミックZERO-SUM』2011年8月号[13]） - お祝いイラストと漫画寄稿[13]
- 遠藤海成『まりあ†ほりっく』第11巻特装版小冊子（2013年2月23日発売[14]） - 参加[14]
- 美川べるの『ストレンジ・プラス』第14巻特装版小冊子（2014年2月25日発売[15]） - 漫画[15]
- 遠藤海成『まりあ†ほりっく』第14巻特装版小冊子（2015年2月23日発売[16]） - カラーイラスト[16]
- 樹るう『ポヨポヨ観察日記』トリビュート（『まんがライフセレクションポヨポヨ観察日記増刊号』掲載、2015年11月19日発売[17]、竹書房）
- 樹るう『ポヨポヨ観察日記』トリビュート（『まんがライフMOMO』2016年4月号[18]） - 親交の深い作家としてトリビュート漫画寄稿[18]